# Bosc de pedra de Shilin
El Bosc de Pedra o Carst de Shilin (en pinyin: Shílín) és un conjunt de formacions calcàries del Comtat de Shilin, a la província de Yunnan de la República Popular de la Xina, a uns 86 km de Kunming, la capital provincial. Les altes roques semblen eixir del terra com si fossen estalagmites i moltes semblen arbres petrificats que creen la il·lusió d'un bosc petri. Des del 2007 dues parts de l'indret, el bosc de pedra de Naigu (乃古石林) i el llogaret de Suogeyi (所各邑村), han estat declarats Patrimoni de la Humanitat per la Unesco com a part dels Carst de la Xina meridional.

## Característiques
L'àrea panoràmica nacional de Shilin (昆明市石林风景区) protegeix una àrea de 350 km² i es divideix en set subàrees panoràmiques:
- Boscos de pedra Major i Menor (大、小石林), també coneguts com a bosc de pedra de Lizijing (李子菁石林)
- Bosc de pedra de Naigu (乃古石林)
- Llac Chang (长湖, 'Llac Llarg')
- Llac Yue (月湖, 'Llac de la Lluna')
- Cova de Zhiyun (芝云洞)
- Cascada Dadie (大叠水)
- Cova Qifeng (奇峰洞)

Sembla que aquests carsts, creats per la dissolució de la calcària, tenen uns 270 milions d'anys d'antiguitat.

## Cultura
Segons la llegenda, el bosc és el lloc de naixement d'Ashima (阿诗玛), una bella jove yis. Quan es va enamorar, li prohibiren casar-se amb el pretendent triat i per això es va convertir en pedra en el bosc que encara porta el seu nom. Cada any, el 24é dia del sisé mes lunar, molts membres del poble yis celebren el Festival de la Torxa (火把节 Huǒbă Jié), en què fan balls i competicions de lluita.